# Paul Milde
Paul Milde (* 25. Januar 1995 in Pirna) ist ein deutscher Fußballspieler.

## Karriere
Milde begann seine Profikarriere beim Zweitligisten Dynamo Dresden; seinen ersten Pflichtspieleinsatz absolvierte er am 24. November 2013 gegen den Karlsruher SC. Zur Saison 2015/16 wechselte Milde zum Oberligisten FSV Union Fürstenwalde, mit dem er als Meister in die Regionalliga Nordost aufstieg. Daraufhin verpflichtete ihn im Sommer 2016 der Regionalligakonkurrent FSV Budissa Bautzen, für den er in den folgenden zwei Jahren zu 49 Einsätzen kam, bei denen er drei Tore erzielte.
Zu Beginn der Saison 2018/19 wechselte Paul Milde zum Chemnitzer FC, der soeben aus der 3. Liga in die Regionalliga Nordost abgestiegen war. Mit dem Verein gelang der direkte Wiederaufstieg, jedoch folgte anschließend in der Saison 2019/20 der erneute Abstieg.
Im Sommer 2021 wechselte Milde zum TSV Steinbach Haiger in die Regionalliga Südwest. Dort kam er zu 16 Einsätzen, bei denen er ein Tor erzielte. Bereits in der Winterpause der Saison 2021/22 wechselte er zum Liga-Konkurrenten Kickers Offenbach, für die er bis Saisonende 14 Mal aktiv war. Nach einem halben Jahr verließ er den Verein im Sommer 2022 ebenfalls und schloss sich Energie Cottbus in der Regionalliga Nordost an. 2023 und 2024 gewann er mit der Mannschaft den Brandenburgischen Landespokal. Nachdem das Team in der Saison 2022/23 als Meister der Regionalliga Nordost in der Aufstiegsrelegation der Spielvereinigung Unterhaching unterlag, stieg er mit den Cottbusern zum Ende der Saison 2023/24 als erneuter Meister der Regionalliga Nordost direkt in die 3. Liga auf. In beiden Saisons kam Milde selbst aufgrund zahlreicher Verletzungen nur zu 16 Regionalligaeinsätzen. In der Drittligasaison 2024/25 spielte Milde im Kader der Cottbuser keine Rolle mehr, sein zum Saisonende auslaufender Vertrag wurde nicht mehr verlängert.

## Erfolge
- Meister der Regionalliga Nordost: 2023 (unterlegen in der Aufstiegsrelegation zur 3. Liga), 2024 (verbunden mit dem Aufstieg in die 3. Liga)
- Sieger des Brandenburgischen Landespokals: 2023, 2024

## Privates
Er ist der Sohn des einstigen Fußball-Bundesligaspielers Rocco Milde.